# Richard Oesterreicher
Richard Oesterreicher, né le 10 novembre 1932 à Vienne et mort le 17 janvier 2023, est un chef d'orchestre et harmoniciste de jazz autrichien.

## Biographie
Richard Oesterreicher est le fils d'un professeur de musique. Il apprend d'abord auprès de son père puis s'inscrit en 1947 au Konservatorium Wien (de) pour la guitare et les claviers, avec parmi ses professeurs Walter Heidrich.
De 1958 à 1967, il travaille comme musicien professionnel avec son propre groupe, puis comme guitariste de studio, arrangeur et musicien dans un des orchestres de l'ÖRF. En 1972, il est membre de l'ÖRF-Big-Band qu'il dirige en 1976. Il compose les génériques de plusieurs émissions.
Il dirige plusieurs fois l'orchestre du Concours Eurovision de la chanson pour l'Autriche :
- 1978 : Springtime – Mrs. Caroline Robinson
- 1979 : Christina Simon – Heute in Jerusalem
- 1980 : Blue Danube – Du bist Musik
- 1981 : Marty Brem – Wenn du da bist
- 1982 : Mess – Sonntag
- 1983 : Westend – Hurricane
- 1984 : Anita – Einfach weg
- 1985 : Gary Lux – Kinder dieser Welt
- 1986 : Timna Brauer – Die Zeit ist einsam
- 1987 : Gary Lux – Nur noch Gefühl
- 1990 : Simone – Keine Mauern mehr
- 1991 : Thomas Forstner – Venedig im Regen

En 1981, il fonde le Richard Oesterreicher-Big-Band, avec lequel il fait des disques et se produit à la télévision avec des artistes comme Udo Jürgens, Peter Alexander, Bill Ramsey, Caterina Valente, Kurt Sowinetz, José Carreras, Edita Gruberova et Marianne Mendt.
Oesterreicher est aussi connu comme un soliste de jazz à l'harmonica, se produisant avec Art Farmer, Wayne Darling, Herb Ellis, Frank Mantooth, Peter Herbolzheimer, Fritz Pauer, Albert Mair, Erich Kleinschuster, Paul Kuhn, Toni Stricker, Karl Hodina et Viktor Gernot.